# Fyre Festival
Vous lisez un « bon article » labellisé en 2022.
Le Fyre Festival est un festival de musique frauduleux, créé par Billy McFarland, PDG de l'entreprise Fyre Media Inc. et Ja Rule, rappeur. Le festival est initialement prévu sur deux week-ends consécutifs du 28 avril 2017 au 30 avril 2017 et du 5 mai 2017 au 7 mai 2017 à Great Exuma aux Bahamas. L'événement est relayé sur le réseau social Instagram par certains influenceurs, dont les mannequins Alessandra Ambrósio, Kendall Jenner, Hailey Baldwin, Bella Hadid et Emily Ratajkowski, rémunérées pour le faire. 
Durant la préparation de l'évènement, les organisateurs font face à des difficultés financières et logistiques tout en cherchant à réduire les coûts au minimum. De nombreuses entreprises se désistent en raison des délais très courts et tous les artistes programmés annulent leur venue. Néanmoins, McFarland et Ja Rule décident de maintenir le festival sans informer les participants des changements ni des conditions dans lesquelles celui-ci doit se dérouler.  
Lors du premier jour du festival le 27 avril, l'événement rencontre des problèmes de sécurité, de nourriture, d'hébergement, de services médicaux et de relations avec les artistes, retardant son ouverture. Les festivaliers, qui paient des milliers de dollars pour des villas luxueuses et des mets gastronomiques, reçoivent des sandwiches préemballés et sont logés dans des tentes de la FEMA (Agence fédérale américaine des situations d'urgence), avant d'être rapatriés à Miami le lendemain.
Pour son rôle dans l'organisation du festival, McFarland plaide coupable en mars 2018 pour fraude et escroquerie à la vente de billets. Il est condamné à six ans de prison et doit payer une amende d'environ 26 millions de dollars.
Deux documentaires sur les événements du festival sortent en 2019, Fyre Fraud sur Hulu et Fyre: The Greatest Party That Never Happened sur Netflix.

## Organisation

### Préparation du festival
Le festival est organisé par Billy McFarland et Ja Rule pour promouvoir l'application Fyre, qui permet de payer des célébrités pour leur présence à des événements spécifiques, tels que des anniversaires ou des mariages,,. Ja Rule rencontre McFarland en 2015 pendant un évènement de l'entreprise de ce dernier, Magnises. Lors d'un vol allant aux Bahamas, l'avion privé des organisateurs atterrit sur une île et ceux-ci apprennent qu'il s'agit de Norman's Cay, l'île privée de Carlos Lehder, l'un des barons du Cartel de Medellín,. McFarland s'arrange avec les propriétaires pour louer l'île, à condition de ne faire aucune référence à ce passé dans les documents commerciaux. Des séquences promotionnelles avec des mannequins sont tournées sur l'île et la planification du festival continue. Début 2017, la vidéo promotionnelle est publiée sur les réseaux sociaux et elle indique que l'île « appartient […] à Pablo Escobar ». Les propriétaires de l'île annulent alors leur arrangement avec McFarland. En réalité, Norman's Cay n'a jamais appartenu à Pablo Escobar,. Quand les promoteurs sont expulsés de l'île, il reste quatre mois avant l'inauguration du festival.
Le 12 décembre 2016, Kendall Jenner, Emily Ratajkowski, Hailey Baldwin, Bella Hadid et d'autres influenceurs payés par l'application postent simultanément sur Instagram une vidéo présentant un carré orange avec un logo représenté par des flammes stylisées,. En cliquant sur la vignette, la vidéo montre les mannequins, représentées par leur agence, courant sur une plage tropicale. Le texte sous la vidéo promet « un festival de musique immersif… dans les limites de l'impossible ». C'est le début de la campagne promotionnelle du festival, qui se présente comme étant d'exception, luxueux et ressemblant à Coachella,,.

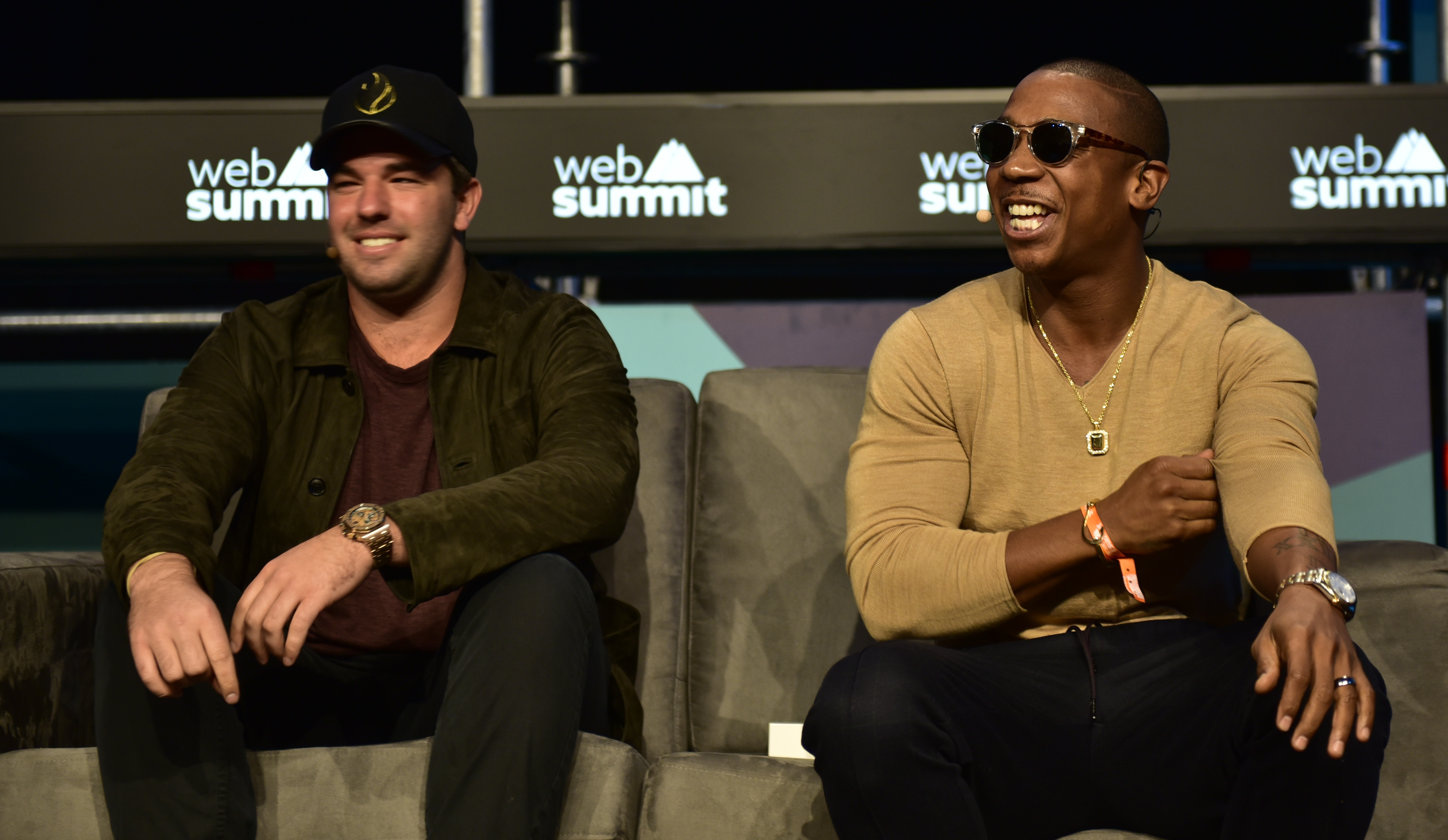
Billy McFarland à gauche et le rappeur Ja Rule à droite lors du en de 2016.

Après avoir visité plusieurs petites îles qui lui sont refusées deux mois avant l'ouverture du festival, McFarland obtient du gouvernement des Bahamas la permission d'utiliser un endroit isolé pour le projet. Il s'agit de Roker Point, sur l'île de Great Exuma, juste au nord de Sandals Resort. Néanmoins, la publicité destinée aux réseaux sociaux continue d'affirmer que le festival se déroulera sur l'île privée de Pablo Escobar, avec, sur le site web, une carte qui montre Roker Point comme étant elle-même une île. En réalité, le festival est prévu sur un parking éloigné avec un port à proximité où les locaux laissent leurs bateaux. Par ailleurs, Great Exuma n'est pas une île privée ou éloignée, et le festival est prévu dans un endroit abandonné, relié à des routes qui ne mènent nulle part. McFarland n'a jamais annoncé le changement ; il a simplement renommé l'île « Fyre Cay ». Sans infrastructures, sans villas, l'équipe a deux mois pour transformer l'île.
Un investisseur, Carola Jain, déclare avoir prêté 4 millions de dollars pour préparer le festival, que l'entreprise utilise pour louer des bureaux luxueux dans le quartier de Tribeca à Manhattan. Sans expérience dans l'organisation d'un événement aussi important, McFarland s'approche d'entreprises spécialisées et est surpris quand elles l'informent que la planification de l'événement dans le temps imparti coûte 50 millions de dollars. Par ailleurs, des organisateurs de festivals expérimentés disent qu'en plus de son coût élevé, l'événement doit être prévu un an à l'avance. McFarland et ses associés du Fyre croient que cela peut leur coûter beaucoup moins cher et continuent selon leurs plans. Les organisateurs essayent de faire les choses eux-mêmes ; McFarland prétend avoir appris à louer une scène en cherchant sur un moteur de recherches.
Programmé sur deux week-ends en avril et mai 2017, l'événement est commercialisé sous la forme de billets pour une journée allant de 500 dollars à 1 500 dollars et de packs VIP, incluant un billet d'avion et l'hébergement dans une tente de luxe qui coûte 12 000 dollars. L'hébergement promis aux clients est « moderne, respectueux de la nature, dans un dôme géodésique » avec des repas faits par de célèbres chefs,. Le programme annoncé compte 33 artistes dont : Pusha T, Tyga, Desiigner, Blink-182, Major Lazer, Disclosure, Migos, Kaytranada, Lil Yachty, Matoma, Klingande, Skepta, Claptone, Le Youth, Tensnake, Blond:ish et Lee Burridge,. Juste avant l'ouverture du festival, tous les artistes mentionnés se retirent ; Major Lazer, bien qu'annoncé, n'a jamais confirmé sa prestation. Pour empirer les choses, les organisateurs du Fyre Festival planifient leur premier week-end du 28 avril 2017 au 30 avril 2017, soit le même week-end que The Exuma Ragatta, une course de voile qui se déroule aux Bahamas et qui monopolise les hôtels, les locations saisonnières et les ressources de l'île. 
Pendant que le site du festival continue de prétendre que l'événement se déroule sur une île privée qui a appartenu autrefois au narcotrafiquant Pablo Escobar, les ouvriers s'occupent de préparer Roker Point pour le festival en éparpillant du sable sur le gravier et en improvisant des routes menant à une plage proche, où sont construites des paillotes et des balançoires.

### Désistements et échecs
De nombreux jets privés sont initialement prévus pour transporter les festivaliers depuis Miami jusqu'aux Bahamas, mais en réalité, ce sont des vols charter qui effectuent les déplacements,,. Un service médical et un traiteur sont mis en place mais ce dernier se désiste quelques semaines avant l'ouverture du festival. Deux semaines avant l'ouverture, un nouveau service de restauration est engagé pour ce qui est prévu comme « une cuisine locale authentique... fruits de mers locaux, sushis de style bahaméen et même du cochon grillé »,. 

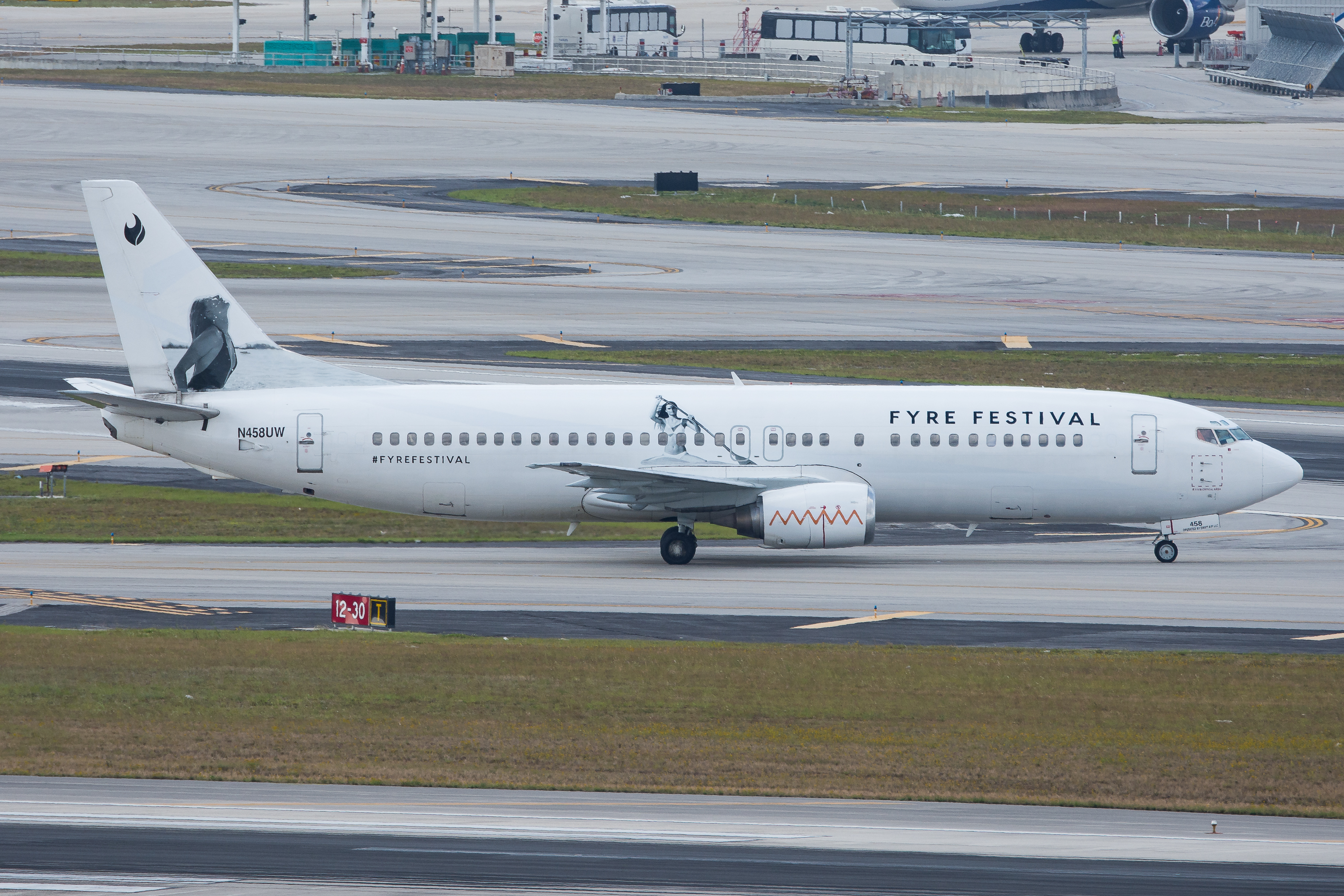
Boeing 737-400 aux couleurs du en.

En mars 2017, l'entreprise Fyre engage un producteur expérimenté, Yaron Lavi, qui constate qu'il est impossible de préparer à temps ce genre d'événement envisagé. Il suggère de reporter l'événement au mois de novembre. Cependant, lorsque McFarland et Ja Rule disent à Lavi que l'événement aura tout de même lieu au printemps, ce dernier leur demande d'abandonner l'idée des villas et de commencer à planter des tentes, seul mode d'hébergement susceptible d'être livré dans le temps restant. Il leur conseille en outre d'expliquer la démarche aux festivaliers afin de ne pas nuire à la marque. Selon lui, l'entreprise rapporte qu'un email est rédigé mais ne s'assure pas qu'il soit correctement envoyé.
Comcast Ventures envisage d'investir 25 millions de dollars dans l'application Fyre et McFarland espère pouvoir financer le festival grâce à cette rentrée d'argent, mais l'entreprise se désiste quelques jours avant l'événement,.
Dans un article écrit a posteriori pour le New York magazine, l'un des organisateurs de l'événement note que des problèmes significatifs d'organisation s'accumulent depuis la mi-mars, de sorte que le report du festival à 2018 est envisagé,. Cette idée est cependant abandonnée au dernier moment et les organisateurs décident de tenir les délais initialement prévus. « On le fait et on devient des légendes », dit l'un des organisateurs.  
Après l'échec de l'implication de l'entreprise Comcast, McFarland obtient un prêt à court terme de la part d'un investisseur ; Ezra Birnbaum associé à l'entreprise EHL Funding LLC. Afin de lever des fonds pour le festival, et cela deux semaines avant la soirée d'inauguration, Fyre informe les personnes ayant déjà réservé leurs places que l'événement sera « sans cash, sans carte [bancaire] » et les encourage à charger jusqu'à plusieurs milliers de dollars d'avance sur des bracelets de radio-identification afin de payer leurs dépenses sur le site, selon l'une des procédures judiciaires. Cette décision est prise en dépit du fait que la couverture Wi-Fi du site est sous-dimensionnée, rendant les bracelets numériques inutilisables. McFarland, qui appose sa signature sur le mail, suggère que chaque festivalier mette sur son compte numérique entre 300 et 500 dollars pour chaque jour qu'il compte passer sur le site. La manœuvre permet de récolter deux millions de dollars, dont environ 40 % sont utilisés pour rembourser partiellement l'emprunt à court terme souscrit auprès de Birnbaum, d'après une procédure judiciaire lancée plus tard par le prêteur,.

## Ouverture du festival
Le matin du 27 avril, de fortes pluies tombent sur l'île. Les tentes sont ouvertes et les matelas, empilés en dehors des tentes, sont trempés. 

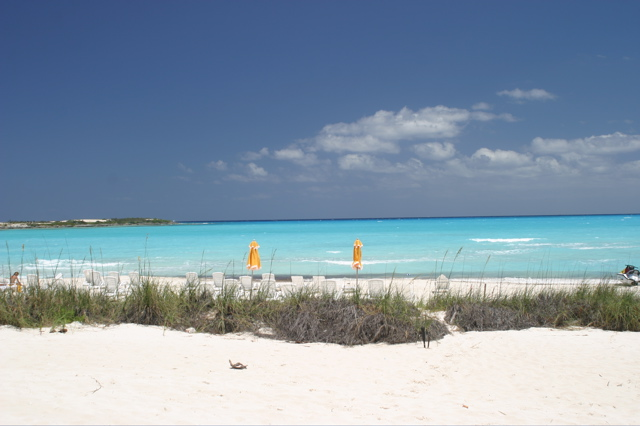
Plage d'Emerald Bay à Great Exuma aux Bahamas ressemblant à celle utilisée par le Fyre Festival à Roker Point.

Les premiers vols au départ de l'aéroport international de Miami vers l'aéroport international d'Exuma opérés par les compagnies aériennes Swiftair et Xtra airways atterrissent à 6 h 20 du matin. L'après-midi même, le groupe Blink-182 annonce son retrait du festival en déclarant dans un post sur Twitter : « Nous ne sommes pas sûrs d'avoir ce qu'il faut pour vous offrir la qualité de prestations que nous offrons toujours à nos fans ». Les premiers festivaliers sont amenés à la plage pour une fête improvisée dans un restaurant au bord de mer, où ils doivent attendre environ six heures pendant que les préparatifs se poursuivent sur le site du festival. 
McFarland engage des centaines de travailleurs locaux des Bahamas pour aider à construire le site. Entre-temps, les organisateurs renégocient les garanties qu'ils offrent aux artistes qui jouent au festival, car les coûts deviennent incontrôlables. Les festivaliers arrivant plus tard sont amenés en bus directement sur le terrain où le véritable état du site du festival apparaît : leurs logements ne sont plus que des tentes de secours dispersées, avec des sols en terre battue, certaines avec des matelas trempés par la pluie du matin. La restauration n'est rien d'autre qu'une nourriture inadéquate et de mauvaise qualité (notamment des sandwichs au fromage servis dans des boites). 
Les festivaliers sont déposés au bungalow de production où McFarland et son équipe sont installés pour les inscriptions, mais après des heures d'attente en vain, les gens se précipitent pour réclamer leurs propres tentes. Bien qu'il y ait environ 500 personnes, il n'y a pas assez de tentes et de lits pour les musiciens. Les festivaliers ne peuvent pas quitter le festival pour les îles voisines car c'est la haute saison, et presque tous les hôtels de Great Exuma sont complets en raison de l'événement The Exuma Ragatta. À la tombée de la nuit, un groupe de musiciens locaux monte sur scène et joue pendant quelques heures, le seul spectacle que connaîtra l'événement. Au petit matin, il est annoncé que le festival est reporté et que les participants sont renvoyés à Miami dès que possible.
Les rapports sur le festival font état de divers autres problèmes, tels que la mauvaise gestion ou le vol des bagages des festivaliers, l'absence d'éclairage pour aider les gens à s'orienter, un terrain en gravier inachevé, le manque de personnel médical ou de personnel chargé des événements, l'absence de réseau de téléphonie mobile ou de service internet, des toilettes portables sans eau courante et une sécurité renforcée,. De nombreux festivaliers sont bloqués, car les vols à destination et en provenance de l'île sont annulés après que le gouvernement des Bahamas a émis un ordre interdisant à tout avion d'atterrir à l'aéroport. Le premier vol de retour vers Miami embarque à 1 h 30 du matin le 28 avril, mais est retardé de plusieurs heures en raison de problèmes avec le programme du vol. Il est annulé après le lever du soleil, et les festivaliers sont enfermés dans le terminal de l'aéroport d'Exuma sans accès à de la nourriture, de l'eau ou de l'air conditionné ; un festivalier se souvient qu'au moins une personne s'est évanouie à cause de la chaleur et a dû être hospitalisée,. Le vol quitte Exuma dans la matinée du 28 avril, et d'autres vols à destination de Miami ont lieu tout au long de la journée.

## Parties impliquées

### Organisateurs

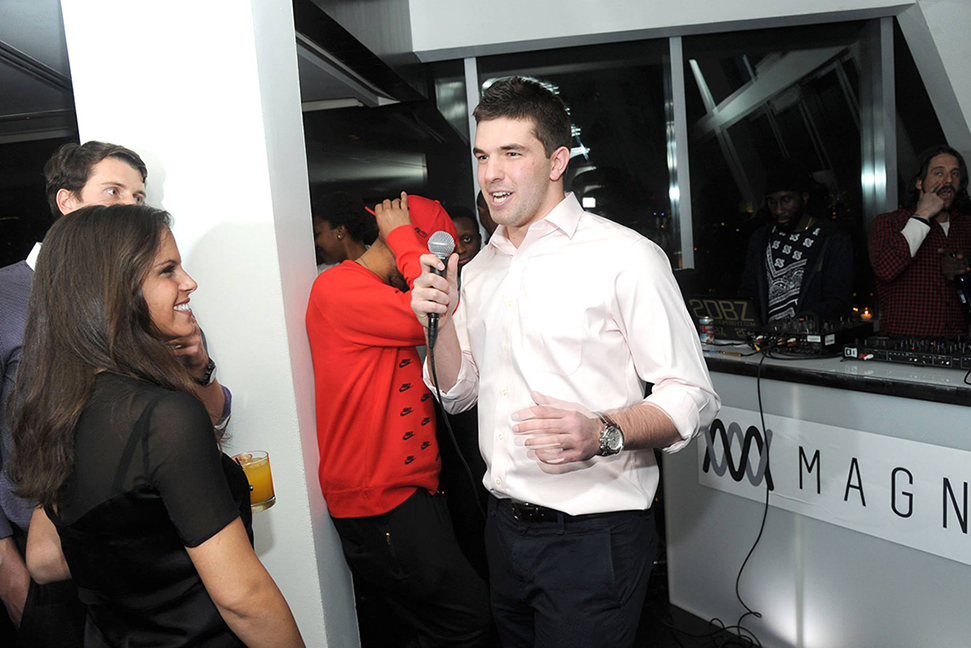
Billy McFarland lors d'un événement Magnises en 2014.

Avec 3 100 000 dollars de capital risque et 25 employés, McFarland fonde en 2013 une société de cartes bancaires, appelée Magnises, qui promet à ses membres, en échange d'une cotisation annuelle de 250 dollars, de « débloquer leur ville et de passer à l'étape suivante », en proposant des concerts réservés aux membres, des dégustations avec des chefs réputés et des avant-premières artistiques exclusives dans les meilleurs musées,. The Washington Post rapporte que « certains de ces avantages ne se sont jamais matérialisés ou sont loin de ce qui est annoncé ». Avant que le concert réservé débute, la société envoie un courriel en expliquant que les organisateurs ne sont plus en mesure de fournir le billet acheté et propose de reprogrammer le concert pour une autre date, « ils envoient le même courriel pour chaque annulation, mais ne sont pas capables de décrire le problème », déclare un membre à Business Insider. L'entreprise Magnises devient néanmoins rentable en 2015. 
The Washington Post rapporte également que McFarland a un passé de promesses excessives dans ses précédentes entreprises commerciales, et cite de nombreux exemples comme une vente de billets VIP pour la comédie musicale Hamilton pour 430 dollars, annulée à la dernière minute. Dans une plainte adressée au Better Business Bureau, un client demandant un remboursement déclare n'avoir reçu aucune réponse à de multiples demandes de renseignements pendant plus d'un mois et demi.

### Promoteurs, célébrités et réseaux sociaux

Un carré orange est utilisé pour promouvoir le Fyre Festival par les célébrités sur Instagram.

Le festival est promu sur Instagram par des mannequins influenceuses dont Kendall Jenner, Bella Hadid, Emily Ratajkowski, Hailey Baldwin, Elsa Hosk, Chanel Iman, Lais Ribeiro, Alessandra Ambrósio, Shanina Shaik, Rose Bertram, Gizele Oliveira et Hannah Ferguson. Ratajkowski déclare être la seule à avoir ajouté la mention « #ad » (« pub ») à la fin de son post mais l'a depuis supprimé. La Commission fédérale du commerce déclare que le « #ad » ne fonctionne qu'au début des posts rémunérés, et que le hashtag seul ne constitue pas une preuve suffisante,. Hadid s'excuse d'avoir participé à la promotion du festival,. Baldwin prétend avoir donné l'intégralité de son paiement pour faire la promotion du festival, à une œuvre de charité,.

## Conséquences

### Déclarations publiques
Des excuses provenant des organisateurs sont faites publiquement via leurs réseaux sociaux ou par l'intermédiaire des médias.  
Le rappeur Ja Rule publie sur Twitter :  

« Nous nous efforçons actuellement de faire en sorte que tout le monde soit en sécurité sur l'île, c'est ma plus grande préoccupation... Je ferai bientôt une déclaration. J'ai le cœur brisé en ce moment, mes partenaires et moi voulions que cet événement soit extraordinaire, ce n'était PAS une escroquerie comme tout le monde le dit. Je ne sais pas comment tout est parti à la dérive, mais je m'efforce d'arranger les choses en m'assurant que tout le monde est remboursé... Je m'excuse sincèrement car ce n'est PAS DE MA FAUTE... mais j'en prends la responsabilité. Je suis profondément désolé pour tous ceux qui ont été importunés par cette situation,,... »

Une déclaration des organisateurs est envoyée au journal américain Billboard :

« Billy McFarland et Ja Rule se sont associés sur la base d'un intérêt mutuel pour la technologie, l'océan et la musique rap. Cette combinaison unique d'intérêts les a conduits à l'idée que, grâce à leurs passions combinées, ils pourraient créer un nouveau type de festival et d'expérience musicale sur une île isolée.
Ils n'étaient tout simplement pas prêts pour la suite, ni pour l'ampleur que prendrait ce projet. Ils ont commencé par créer un site web et lancer une campagne virale. Rule aide à trouver des talents, et des centaines de Bahaméens participent à l'effort. Soudain, ils se retrouvent à transformer une petite île et à essayer de monter un festival. Des milliers de personnes veulent venir. Ils sont enthousiastes, mais les obstacles apparaissent.
Aussi extraordinaires que soient les îles, l'infrastructure d'un festival de cette ampleur doit être construite à partir de zéro. Nous avons décidé d'essayer de construire littéralement une ville. Nous avons mis en place un système de gestion de l'eau et des déchets, fait venir une ambulance de New York et affrété des avions 737 pour assurer la navette entre nos invités, à raison de 12 vols par jour depuis Miami. Nous pensions être prêts, mais tout le monde est arrivé. »

Certains organismes de presses comparent le chaos au roman Sa Majesté des mouches de William Golding et à la trilogie Hunger Games de Suzanne Collins,,,. Le ministère du tourisme des Bahamas présente ses excuses au nom du pays et nie toute responsabilité dans le déroulement des événements. Alors que les personnes qui construisent le site et le restaurant qui fournit les repas lors du festival ne sont pas payés, le propriétaire du restaurant demande de l'aide sur une plateforme de financement participatif GoFundMe,. 
Le Fyre Festival offre à tous les participants le choix entre un remboursement complet ou des billets VIP pour une édition prévue l'année suivante,.

### Procès et enquête pénale
À la suite du festival, les organisateurs font l'objet de nombreux procès. Le premier s'ouvre en Californie en avril 2017,,.
Le 21 mai 2017, The New York Times rapporte que McFarland et ses associés font l'objet d'une enquête pénale fédérale menée par le FBI pour vente de billets frauduleuse, escroquerie et investissement frauduleux. L'affaire est supervisée par le procureur des États-Unis pour le district sud de New York. Le 30 juin 2017, McFarland est arrêté et accusé de vente de billets frauduleuse.  
En mars 2018, McFarland plaide coupable pour fraude que le ministère américain de la justice appelle un stratagème pour frauder les investisseurs ainsi que le vendeur de billets du festival. En octobre 2018, McFarland est condamné à six ans de prison et à verser 26 millions de dollars,,.
Le 24 juillet 2018, la SEC annonce que McFarland, deux sociétés qu'il a fondées, un ancien cadre supérieur et un ancien sous-traitant acceptent de régler les frais résultant d'une fraude à l'offre étendue et pluriannuelle d'au moins 27,4 millions de dollars provenant de plus de 100 investisseurs. McFarland reconnaît les accusations de la SEC contre lui et accepte le versement de l'amende. Grant H. Margolin, Daniel Simon, Fyre Media et Magnises Inc. acceptent le règlement sans admettre ou nier les accusations. Margolin accepte un mandat de sept ans et doit payer une amende de 35 000 dollars, et Simon accepte un mandat de trois ans et doit payer plus de 15 000 dollars de dommages et intérêts. Les règlements sont soumis à l'approbation du tribunal.  
Lors de la pandémie de Covid-19, Billy McFarland demande une libération compassionnelle de prison en avril 2020 pour se protéger de la contamination du virus. Sa demande est rejetée. En 2022, il sort de prison pour des raisons de santé,.

## Impact culturel
L'affaire fait l'objet de deux documentaires sortis en 2019 :
- Fyre Fraud - Hulu[71],[72] ;
- Fyre: The Greatest Party That Never Happened - Netflix[71],[73].

Dans un tweet datant de 2017, Seth Rogen déclare que le trio comique The Lonely Island prépare un film sur un festival de musique raté. En 2019, Jorma Taccone confirme que la parodie est en cours. 
Le 29 octobre 2017, un court métrage intitulé The Failure of Fyre Festival est diffusé sur la chaîne YouTube de Internet Historian, détaillant l'échec du festival, ainsi que ses conséquences. 
En 2018, le groupe punk américain Alkaline Trio — dont le chanteur et guitariste Matt Skiba joue également pour Blink-182 — sort la chanson Goodbye Fyre Island, inspirée par la non-participation du groupe au festival. 
En 2019, Ryan Reynolds présente Andy King et sa citation du documentaire Netflix : « peut-on vraiment aller trop loin pour son entreprise ? Je ne pense pas », dans une publicité pour sa marque de gin.  La même année, la marque Évian fait un partenariat avec Andy King avec comme slogan « Si bien que vous feriez n'importe quoi pour elle ».
La série The I-Land, lancée sur la plateforme Netflix en 2022, est inspirée du festival et de la série Lost : Les Disparus,.

## Seconde édition
Le 10 avril 2023, McFarland annonce qu'une seconde édition du Festival aura lieu. Cette seconde édition est prévue pour avril 2025 dans les Caraïbes, et une première prévente s'est déroulée le 22 août 2023. Les 100 premiers billets se sont vendus en moins d'une journée,. Les dates sont ensuite modifiées et l'événement est prévu du 30 mai au 2 juin 2025 au Mexique, mais les autorités locales des lieux où il est censé se dérouler affirment ne pas avoir été contactées. En avril 2025, les organisateurs reportent la deuxième édition à une date indéterminée, avant d'annoncer le 23 avril la mise en vente de la marque.